# Zé Ivaldo
Zé Ivaldo, właśc. José Ivaldo Almeida Silva (ur. 21 lutego 1997 w Maceió) – brazylijski piłkarz występujący na pozycji środkowego obrońcy, od 2024 roku zawodnik Cruzeiro.